# Montlognon
Montlognon település Franciaországban, Oise megyében. Lakosainak száma 206 fő (2022. január 1.). Montlognon Baron, Fontaine-Chaalis és Montagny-Sainte-Félicité községekkel határos.

## Népesség
A település népességének változása:
| Lakosok száma | 194  | 191  | 204  | 196  | 199  | 199  | 200  | 204  | 206  |
|               | 2013 | 2015 | 2016 | 2017 | 2018 | 2019 | 2020 | 2021 | 2022 |